# Konya İdman Yurdu
Konya İdman Yurdu war ein türkischer Fußballverein aus der zentralanatolischen Stadt Konya und wurde 1923 gegründet. In den Jahren 1971 bis 1981 war der Verein ständiges Mitglied der TFF 1. Lig und schloss sich zum Sommer 1981 dem Stadtrivalen Konyaspor an.

## Geschichte

### Gründung
Konya İdman Yurdu wurde 1923 in der zentralanatolischen Stadt Konya gegründet.

### Einstieg in den Profifußball
Im Rahmen eines Projektes für die landesweite Etablierung und Förderung des professionellen Fußballbetriebs, die er türkische Fußballverband (TFF) in den 1960er Jahren gestartet hatte, wurde im Sommer 1967 die dritthöchste professionelle Fußballliga, die 3. Lig, mit heutigem Namen TFF 2. Lig, eingeführt. Darüber hinaus wurde verkündet, dass man nach Erfüllung bestimmter Auflagen und Bedingungen eine Ligateilnahme beantragen könne. Konya İY erfüllte für die erste Drittligasaison, die Saison 1967/68, die Auflagen und wurde damit Gründungsmitglied der 3. Lig.

### Aufstieg in die 2. Lig und die Zweitligaspielzeiten
In der vierten Drittligasaison, der Saison 1970/71 erreichte man durch die Meisterschaft der 3. Lig den ersten Aufstieg der Vereinsgeschichte in die 2. Lig. In die 2. Lig aufgestiegen spielte man hier durchgängig zehn Spielzeiten lang.

### Fusion mit Konyaspor
Zum Sommer 1981 fusionierte Konya İY mit dem Stadt- und Ligarivalen Konyaspor. Der neugeschaffene Verein erhielt Konyaspor seinen Namen und Konya İY die Vereinsfarben Grün-Weiß. Konyaspor hatte bisher die Vereinsfarben Schwarz-Weiß.

## Ligazugehörigkeit
- 2. Liga: 1971–1981
- 3. Liga: 1967–1971